# 神野マサキ
神野 マサキ、または神野 正樹（じんの まさき）は、日本のシナリオライター・小説家である。愛媛県出身。
2005年まで株式会社メビウスのブランドであるスタジオメビウス、およびStudio Ringに「まちゃ吉」名義で所属していた。
2006年より株式会社ソフパル内のブランドであるユニゾンシフトに所属。2009年に同社内で新ブランドHeartsを立ち上げた。
2010年6月4日をもってソフパルを退社。以後フリーランス。

## 略歴
- 2001年 - 株式会社メビウス入社
- 2005年 - 株式会社メビウス退社[3]
- 2006年 - 株式会社ソフパル入社。富士見書房『ドラゴンエイジピュア』創刊号の「bee-be-beat it!」により小説家デビュー
- 2010年 - 株式会社ソフパル退社[3]

## 人物
- くまさんのような風貌であり、瞳がつぶらである。[4]
- 執筆速度は1日に30KBほどのようである。これは2バイト1文字換算で15000文字となり「原稿用紙40〜60枚」に相当する。[4]

## 主な作品

### 成年ゲーム
- まちゃ吉（シナリオ）[5][6]、メビウス〈Studio Mebius〉
  - 『SNOW』、2003年1月31日発売
- まちゃ吉（シナリオ）[7][8][9][10]、メビウス〈Studio Ring〉
  - 『ななみとこのみのおしえてA・B・C』、2003年12月26日発売
  - 『おやつのじかん』、2004年12月24日発売
  - 『すぱっちゅ! 〜如何に私がはきものを愛するようになったのか〜』、2005年6月24日発売
  - 『はじめてのおてつだい』、2005年10月28日発売
- まちゃ吉（シナリオ）[10]、Chien
  - 『委員長は承認せず! 〜It Is a Next CHOice〜』、2006年6月2日発売
- 神野マサキ（シナリオ）[11][12]、ソフパル〈ユニゾンシフト：ブロッサム〉
  - 『ALICE♥ぱれーど 〜二人のアリスと不思議の乙女たち〜』、2007年10月12日発売
  - 『Flyable CandyHeart』、2011年2月25日発売
- 神野マサキ（シナリオ）[13]、ソフパル〈ユニゾンシフト・アクセント〉
  - 『ユニティマリアージュ 〜ふたりの花嫁〜』、2008年6月27日発売
- 神野マサキ（シナリオ）[14]、ソフパル〈Hearts〉
  - 『メルクリア 〜水の都に恋の花束を〜』、2010年1月29日発売
- 神野マサキ（シナリオ）[15]、ソフパル〈ユニゾンシフト〉
  - 『プリズマティックプリンセス☆ユニゾンスターズ』、2012年1月27日発売
- 神野マサキ（シナリオ）[16][17]、PeasSoft
  - 『執事が姫を選ぶとき』、2013年5月24日発売
  - 『毎日がハーレムすぎて王子は姫を決められないっ！』、2015年2月27日発売
- 神野マサキ（シナリオ）[18]、チュアブルソフト
  - 『ノブレスオブルージュ -Noblesse of Rouge-』、2013年9月27日発売
- 神野マサキ（シナリオ）[19][20][21][22]、HexenHaus
  - 『ラウテスアルタクス』、2015年1月30日発売
  - 『アンゲネームプラッツ -Kleiner Garten Sie Erstellen-』、2016年1月29日発売
  - 『今夜だけでも泊めて下さい』、2017年11月24日発売
  - 『キャッチアップラブ』、2017年12月22日発売
- 神野マサキ（シナリオ）[23][24]、Purple software
  - 『アマツツミ』、2016年7月29日発売
- 神野マサキ（シナリオ）[23][24]、Circus
  - 『D.C.III DreamDays』、2017年9月29日発売
- 神野マサキ（シナリオ）[25]、HERENCIA
  - 『リラクゼーション優美 ～貴方だけの秘密の癒し～』、2018年6月29日発売

### 一般ゲーム
- 神野正樹（シナリオ：皐ユリーシア・小岩井フローラ）[23][24][26][27][28]、メディアワークス
  - 『ななついろ★ドロップス pure!!』、2007年9月20日発売
- 神野正樹（シナリオ）[23][24]、角川ゲームス
  - 『ロウきゅーぶ!』、2011年10月27日発売
- 神野マサキ（シナリオ）[28]、ああとあいてぃ
  - 『僕らの恋のはじめかた』、2011年4月20日サービスイン

### 漫画（原作）
- ほんだありま（作画）・いとうのいぢ（原案）・神野正樹（原作）、富士見書房〈角川コミックス ドラゴンJr.〉、全3巻
  - 『bee-be-beat it! びーびーびーといっと!- 天神学園浪漫あるばむ -』第1巻、2008年12月9日発売、ISBN 978-4-04-712583-4
  - 『bee-be-beat it! びーびーびーといっと!- 天神学園浪漫あるばむ -』第2巻、2009年8月8日発売、ISBN 978-4-04-712623-7
  - 『bee-be-beat it! びーびーびーといっと!- 天神学園浪漫あるばむ -』第3巻、2010年3月9日発売、ISBN 978-4-04-712655-8

### 小説
- いとうのいぢ（挿絵）・神野正樹（著）、富士見書房
  - 「bee-be-beat it!」『ドラゴンエイジピュア』vol.01-03
- いとうのいぢ（原案）・神野正樹（著）・こぶいち（イラスト）・むりりん（イラスト）、富士見書房
  - 「bee-be-beat it!」『ドラゴンエイジピュア』vol.04-15
  - 「bee-be-beat it!」『ドラゴンエイジ』2009年5月号-2009年12月号
- 神野マサキ（著）・こぶいち（イラスト）、せなか企画[29][30][31][32]
  - 『【せなか企画】 せな★せな 5－1話 「わたしの美しく清らかな肌を見てるんじゃないわよっ！」: せなか：オタロードBlog』、2007年12月2日
  - 『【せなか企画】 せな★せな 5－2話 「女性の魅力溢れる私の身体に何か？」: せなか：オタロードBlog』、2007年12月9日
  - 『【せなか企画】 せな★せな 5－3話 「まいむのおむね、やわらかい」: せなか：オタロードBlog』、2007年12月23日
  - 『【せなか企画】 せな★せな 5－4話 「なにすんのよ、このエロ下等触手生物ー！」: せなか：オタロードBlog』、2007年12月31日
- 涼元悠一（著）・魁（著）・丘野塔也（著）・神野マサキ（著）・いとうのいぢ（イラスト）・駒都えーじ（イラスト）・ぺろ（イラスト）・ごとP（イラスト）、せなか企画
  - 『せな★せな』第1巻、2007年12月30日発売 [33][34]

## 脚註
1. ↑  “M-Blog Heartsトークショーキャラバン in 静岡”. 2024年8月17日閲覧。
2. 1 2  “Hearts です。 / Hearts Staff Blog”. 2024年8月17日閲覧。
3. 1 2 3 4  “神野マサキ(@Masaki_Hearts)”. 2010年6月5日時点のオリジナルよりアーカイブ。2024年8月17日閲覧。
4. 1 2  ななついろ★RADIO! 第15回（本人ゲスト出演）による
5. ↑  “『SNOW(スノー)』 PSP版だけの新要素が盛りだくさん”. 2022年5月29日時点のオリジナルよりアーカイブ。2024年8月17日閲覧。
6. ↑  “3機種で発売された恋愛アドベンチャーがPSPに登場 プロトタイプ、PSP「SNOW -Portable-」”. 2024年8月17日閲覧。
7. ↑  “「ななみとこのみのおしえてＡ・Ｂ・Ｃ」（Studio Ring）　商品紹介”. 2014年10月22日時点のオリジナルよりアーカイブ。2024年8月17日閲覧。
8. ↑  “「おやつのじかん」（Studio Ring）　商品紹介”. 2014年10月22日時点のオリジナルよりアーカイブ。2024年8月17日閲覧。
9. ↑  “「すぱっちゅ！」（Studio Ring）　商品紹介”. 2014年10月22日時点のオリジナルよりアーカイブ。2024年8月17日閲覧。
10. 1 2  “委員長は承認せず！”. 2024年8月17日閲覧。
11. ↑  “ＡＬＩＣＥ♥ぱれーど～二人のアリスと不思議の乙女たち～”. 2024年8月17日閲覧。
12. ↑  “Flyable CandyHeart 製品情報”. 2024年8月17日閲覧。
13. ↑  “ユニティマリアージュ 製品情報”. 2024年8月17日閲覧。
14. ↑  “メルクリア 製品仕様”. 2024年8月17日閲覧。
15. ↑  “プリズマティックプリンセス☆ユニゾンスターズ 製品情報”. 2024年8月17日閲覧。
16. ↑  “執事が姫を選ぶとき 製品情報”. 2016年4月6日時点のオリジナルよりアーカイブ。2024年8月17日閲覧。
17. ↑  “毎日がハーレムすぎて王子は姫を決められないっ！ 製品情報”. 2016年10月30日時点のオリジナルよりアーカイブ。2024年8月17日閲覧。
18. ↑  “ノブレスオブルージュ 製品情報”. 2024年8月17日閲覧。
19. ↑  “ラウテスアルタクス 製品情報”. 2023年9月23日時点のオリジナルよりアーカイブ。2024年8月17日閲覧。
20. ↑  “アンゲネームプラッツ 製品情報”. 2023年5月31日時点のオリジナルよりアーカイブ。2024年8月17日閲覧。
21. ↑  “今夜だけでも泊めて下さい 製品情報”. 2022年9月20日時点のオリジナルよりアーカイブ。2024年8月17日閲覧。
22. ↑  “キャッチアップラブ 製品情報”. 2020年6月14日時点のオリジナルよりアーカイブ。2024年8月17日閲覧。
23. 1 2 3 4  “榊原ゆい美少女ゲーム20th記念PCゲーム『キミチズ』開発プロジェクト！”. 2020年10月30日時点のオリジナルよりアーカイブ。2024年8月17日閲覧。
24. 1 2 3 4  “ついに！PCゲーム『キミチズ』企画始動です！！”. 2024年8月17日閲覧。
25. ↑  “リラクゼーション優美 製品情報”. 2024年8月17日閲覧。
26. ↑  “ななついろ★RADIO！ スペシャルラジオCD！”. 2008年6月7日時点のオリジナルよりアーカイブ。2024年8月17日閲覧。
27. ↑  “「ななついろ」Webラジオ1年分をまとめたCD＋DVDが「電撃屋.com」で発売決定！”. 2024年8月17日閲覧。
28. 1 2  “僕らの恋のはじめかた スタッフ”. 2020年2月19日時点のオリジナルよりアーカイブ。2024年8月17日閲覧。
29. ↑  “【せなか企画】 せな★せな 5－1話 「わたしの美しく清らかな肌を見てるんじゃないわよっ！」: せなか：オタロードBlog”. 2007年12月4日時点のオリジナルよりアーカイブ。2024年8月17日閲覧。
30. ↑  “【せなか企画】 せな★せな 5－2話 「女性の魅力溢れる私の身体に何か？」: せなか：オタロードBlog”. 2007年12月10日時点のオリジナルよりアーカイブ。2024年8月17日閲覧。
31. ↑  “【せなか企画】 せな★せな 5－3話 「まいむのおむね、やわらかい」: せなか：オタロードBlog”. 2007年12月24日時点のオリジナルよりアーカイブ。2024年8月17日閲覧。
32. ↑  “【せなか企画】 せな★せな 5－4話 「なにすんのよ、このエロ下等触手生物ー！」: せなか：オタロードBlog”. 2008年1月24日時点のオリジナルよりアーカイブ。2024年8月17日閲覧。
33. ↑  “【せなか企画】　冬コミ情報公開。ラノベ装丁で350P超えになりました。”. 2009年2月18日時点のオリジナルよりアーカイブ。2024年8月17日閲覧。
34. ↑  “【とらのあなWebSite】せなかblogで好評連載中の「せな★せな」1巻がとらのあな通販にて登場！”. 2024年8月17日閲覧。[リンク切れ]